# Geistliches Spiel

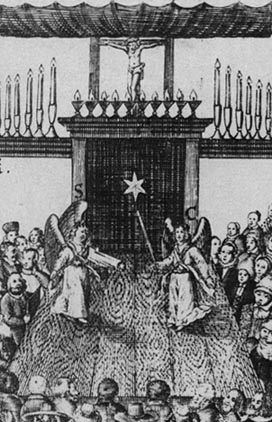
Geistliches Spiel. Darstellung einer Spielszene aus Ein zwiefacher poetischer Act und geistliches Spiel (1652)

Das geistliche Spiel (auch geistliches Drama oder liturgisches Spiel) ist eine Form des europäischen mittelalterlichen Theaters, die ursprünglich als Bestandteil der christlichen Liturgie entstand. Es diente seit dem Hochmittelalter der Heilsverkündung in dramatischer Form und entwickelte sich bis in die Neuzeit hinein in mehreren volkstümlichen Genres, die bis in die Gegenwart hinein gepflegt werden.

## Geschichte

### Entstehung und Entwicklung
Das geistliche Spiel entwickelte sich vom 10. Jahrhundert an aus den an kirchlichen Festhandlungen gesungenen Tropen. Daher war sein Text ursprünglich lateinisch. Der Ostertropus, der den Gang der Marien zu Jesu Grab behandelt, wurde durch seine antiphonale Struktur zur Grundlage des Osterspiels. Diese Form wurde um weitere Szenen und Handlungselemente der biblischen Auferstehungsgeschichte erweitert, sodass die Osterspiele bis zu ihrer Blüte im 13. Jahrhundert zu umfangreichen Dramen wuchsen, teilweise bereits in den damaligen Volkssprachen. Nach dem Vorbild des Ostertropus entwickelte sich im 11. Jahrhundert der Weihnachtstropus und im 13. Jahrhundert das Weihnachtsspiel, dessen Handlungskern die Verkündigung an die Hirten auf dem Feld war. Diese Form wird bis in die Gegenwart als Krippenspiel in volkstümlichem Rahmen gepflegt, regional auch in den jeweiligen Mundarten. Parallel entstanden die ersten Passionsspiele, die das Osterspiel um die Leidensgeschichte Christi erweiterten, und verschiedene Formen von Prozessionsspielen im Rahmen der christlichen Festtage. Gemeinsam ist den Spielformen, die auch profane Bräuche und Szenen in die Spielhandlung hinein nahmen, die Vermenschlichung des Heiligen im christlich-religiösen Kontext. Weitere Entwicklungen, die aus dem geistlichen Spiel hervorgingen, sind das Mirakel- und das Mysterienspiel. Die auffallende Analogie, die zwischen diesen beiden besteht, lässt sich auf deren gemeinsamen Ursprung zurückführen.
Unter dem Einfluss der aufblühenden Bürgerkultur veränderte sich das geistliche Spiel im 14. Jahrhundert. Zum einen löste es sich aus dem liturgischen Rahmen und wurde – zum Teil auf Befehl der Kirche – an nicht kirchlichen Spielstätten, häufig auch unter freiem Himmel auf Marktplätzen, aufgeführt, wobei diese Aufführungen durch Massenszenen, aufwändigere Kostümierung und Ausstattung sowie die sich durchsetzenden Volkssprachen das geistliche Spiel popularisierten und in die Nähe des Fastnachtsspiels brachten. Die Gestaltung und Produktion oblag der Bürgerschaft, oft den Passionsbruderschaften der Städte. Zum anderen änderte sich der Charakter der Spiele von der symbolischen Vergegenwärtigung des Heils zu realistischen, oft drastischen bis obszönen Darstellungen. Gleichwohl blieb das geistliche Spiel bis in diese Epoche hinein liturgisch gebunden und streng an den Stoffvorlagen aus Bibel und Heiligenlegenden orientiert, ohne dichterische Schöpfungen und künstlerische Gestaltungsfreiheit zuzulassen.
Ab dem 15. Jahrhundert trat das geistliche Spiel in eine Spätphase. Die Länge der Spiele war teilweise auf mehrere tausend Verse angewachsen. Dadurch nahmen die Aufführungen mehrere Tage in Anspruch und glichen schließlich eher Volksfesten. Die Massenszenen vergrößerten sich stark, die Bevölkerung wurde durch gemeinsames Gebet und Choralgesang wieder quasi-liturgisch einbezogen.

### Niedergang
Die humanistische Renaissance-Kultur, die durch die erneute Rezeption des griechischen und römischen Dramas zu neuen Theaterformen führte, und die Reformation, die nach Martin Luthers Weisung das geistliche Spiel wegen seiner Nähe zur Liturgie ablehnte, führten dazu, dass das liturgische Drama in der ersten Hälfte des 16. Jahrhunderts schwand. Es überlebte nur in stark vom Katholizismus geprägten Regionen, z. B. in Spanien, bis zur Gegenreformation im 16. Jahrhundert. Ein aus Deutschland bekanntes Beispiel sind die seit 1634 aufgeführten Oberammergauer Passionsspiele.
Einflüsse des geistlichen Spiels waren seither noch im protestantischen Schuldrama und im lateinischen Jesuitentheater produktiv. Durch den Wandel von Gemeinschafts- zu Hofspielen, die durch veränderte politisch-soziale Verhältnisse und die neue Rolle der Fürstenhöfe als Kulturträger des absolutistischen Zeitalters entstanden, wich auch die naive Glaubensoffenheit des Mittelalters einer dualistischen Anschauung von Diesseits und Jenseits.
Mit den Rede-Oratorien Johann Klajs (Auferstehung Jesu Christi, Höllen- und Himmelfahrt Jesu Christi) setzte die vor allem im 17. und 18. Jahrhundert beliebte Form des Oratoriums und der oratorischen Passionsmusiken ein. Dagegen schränkte die Theaterzensur im 18. und 19. Jahrhundert religiöse Stoffe auf der Bühne stark ein. Im 19. Jahrhundert wurden religiöse Melodramen in manchen Städten als „proletarische“ Theaterform üblich.
Die Versuche Zacharias Werners und anderer Theoretiker, das geistliche Spiel als Gegenentwurf zum Drama des 19. Jahrhunderts wieder aufleben zu lassen, führten nur zu vereinzelten (adaptierten) Werken wie Hugo von Hofmannsthals Jedermann (1911) und Das Salzburger große Welttheater (1922), im Renouveau catholique Paul Claudels Le soulier de satin (1925), im Musiktheater schließlich Carl Orffs Comoedia de Christi Resurrectione (1956), Ludus de nato Infante mirificus (1960) und De temporum fine comoedia (1973/79/81) sowie in Benjamin Brittens Church Parables.

## Spielpraxis
Die typische Bühnenform für die geistlichen Spiele, die im öffentlichen Raum aufgeführt wurden, war die Simultanbühne; die Aufbauten lagen an verschiedenen Stellen eines Platzes, Zuschauer und Schauspieler zogen für jede Szene zwischen den Bühnenteilen hin und her. Die Szenen eröffnete und schloss ein Praecursor mit einer Einleitung bzw. moralisierenden Zusammenfassung für die Zuschauer. Ebenfalls belegt sind erklärende Kommentare, die während der Spielszenen an das Publikum gerichtet waren, und die Aufforderungen zu Gebet und Gesang. Dramentexte, Spielanweisungen, Kommentare und Anweisungen für das Bühnenbild sind in Dirigierrollen zusammengefasst. Das Spiel betonte mehr die Deklamation als die mimische Gestaltung der Rollen.

## Ausprägungen in verschiedenen europäischen Sprachen
Durch den Einfluss der Sprachen, die an Stelle des Lateinischen traten, entwickelten sich vom 14. Jahrhundert an „nationale“ Traditionen. Erste Ansätze hatte es zuvor nur in der Antichristdichtung, z. B. im lateinischen Ludus de Antichristo (um 1160), und im deutschen Weltgerichtsspiel gegeben. Das bedeutendste spätmittelalterliche Genre im deutschen Sprachraum waren die Passionsspiele, die die Handlung über das Ostergeschehen hinaus auf die gesamte christliche Heilsgeschichte des Alten und Neuen Testamentes von der Schöpfung und dem Sündenfall bis zur Auferstehung Christi ausdehnten.
In der englischen Theatergeschichte entstanden umfangreiche Zyklen, deren Hauptgattungen Fronleichnamsspiele und seit der Mitte des 14. Jahrhunderts auch Morality plays (engl. „Moralitäten“) waren. Im Zentrum der Spielhandlung stand das Ringen guter und böser Mächte (siehe Vice), der Tugenden und Laster oder der Engel und Teufel um die Seele des Menschen. Die Spiele umfassten oft auch kontrastierende komische Elemente. Die Wagenbühne war der bevorzugte Bühnenbau.
Die Entwicklung der französischen Spiele setzte wesentlich früher bereits im 12. Jahrhundert ein mit einem anglonormannischen Adamsspiel und dem Niklasspiel des Jean Bodel (um 1200). Die charakteristische Form war das Mysterienspiel, die Stoffe waren neben biblischen Geschichten vor allem Heiligenlegenden. Während deutsche und englische Spiele vor allem von anonymen Autoren verfasst wurden, traten in Frankreich erstmals namentlich bekannte Dichter hervor. Neben Bodel waren dies Eustache Marcadé und Simon Gréban. Eine Sonderrolle nehmen die pantomimischen mystères mimes ein, die als frühe Form der Tableaux vivants dargestellt wurden. Die Inszenierungen zeigten früh eine Tendenz zum Effektvollen und Theatralischen, wozu auch die Bühnenmaschinerie diente. Komische und ernste Szenen waren streng getrennt.
Auch in den Niederlanden waren Pantomimen als Stomme spelen bekannt. Neben den allegorischen Zinnespel-Moralitäten und den Mirakelspielen zählten sie zu den wichtigsten Gattungen.
Die italienische Entwicklung verlief weitgehend abseits der großen europäischen Literaturen. Anders als in den anderen Ländern wurden die geistlichen Spiele nicht zu volkssprachlichen Bürgerspielen, sondern blieben bis ins 15. Jahrhundert hinein Aufgabe der geistlichen Bruderschaften. Die Hauptgattungen waren die Laude drammatiche (vgl. Lauda), prozessionsspielartige Formen, die sich aus den bei Prozessionen gesungenen Balladen über die Dialogisierung zu dramatischen Kleinszenen entwickelten, und die Devozione, eine Form des Predigtspiels, das die Predigt mit lebenden Bildern und Dialogszenen ausgestaltete. Beide Genres wurden erst im Laufe des 15. Jahrhunderts in die städtischen Feste einbezogen und mündeten in die Sacra rappresentazione. Wie in Frankreich wurden neben den Bibelstoffen auch Heiligenlegenden verarbeitet, ein besonderes Augenmerk des italienischen Theaters lag auf der barock-prachtvollen Ausstattung, für die bedeutende Maler und Bildhauer ihrer Zeit arbeiteten.
Die Blüte des geistlichen Spiels in der spanischen Literatur folgte erst verhältnismäßig spät im Siglo de Oro während des 16. und 17. Jahrhunderts mit Lope de Vega, Tirso de Molina und Pedro Calderón de la Barca. Die wichtigste Form war das Auto sacramental.